# Fridiburga
Fridiburga (fl. VII secolo) è stata una badessa tedesca del monastero di San Pietro di Metz.

## Biografia
Fridiburga era la figlia del duca alemanno Cunzone. Fu fidanzata con il sovrano merovingio Sigeberto III (638–656), ma ella si ammalò gravemente poco prima del matrimonio. Secondo l'agiografia di san Gallo, Sigeberto inviò presso Fridiburga due vescovi con ricchi doni perché potessero liberarli dal demone della malattia, ma invano. Quando san Gallo giunse a Überlingen, sede della corte del duca, guarì, Fridiburga guarì poco tempo dopo.
Secondo le cronache di San Gallo, il santo venne a liberare Fridiburga dal demonio (il nome però non è citato nelle cronache) solo dopo che Cunzone ebbe inviato due ambascerie ed una supplica: in compagnia di un prete, praticò con successo un esorcismo e la principessa poté tornare a corte. Ella convocata presso il padre, intercedette per il santo, il quale, per mezzo di un diploma, ebbe la protezione regia nell'eremo da lui già eretto e la libertà di utilizzo dei boschi vicini.
Fridiburga fu quindi portata a Metz, dove fuggì dal palazzo reale alla chiesa di Santo Stefano. Su consiglio dei vescovi, Sigeberto rinunciò al suo matrimonio con Fridiburga e sposò Chimnechilde nel 646. Fridiburga visse come suora nel monastero di San Pietro a Metz, dove divenne poi badessa.